# Guy Fontaine
Pour les articles homonymes, voir Fontaine.
Guy Fontaine, né le 31 mars 1945 à Waremme (province de Liège), est un journaliste belge, un militant wallon et un militant chrétien.

## Biographie
Guy Fontaine naît le 31 mars 1945 à Waremme.
Il fait des études d'instituteur et il rencontre Jean Van Crombrugge. Il est instituteur à Liège (1964-1971) et correspondant de presse de La Cité, puis professionnel au centre RTBF de Liège (1972). Vice-président du Mouvement chrétien pour la paix, il rejoint le Rassemblement wallon à sa création en 1968 ; notamment comme  président de la régionale de Fexhes-Slins (1969) puis secrétaire général adjoint au niveau national. Il collabore à Rénovation pour l’union des progressistes : enseignement pluraliste, agriculture en Wallonie, politique à Liège et Huy-Waremme (1971), questions internationales problèmes économiques liégeois rassemblement des progressistes, intégration des immigrés dans la société wallonne. dont il souligne l'apport considérable à la Wallonie dans la ligne d'Alfred Sauvy.
Il anime aussi les nombreuses émissions de la RTBF en faveur des émigrés, intitulées pendant de nombreuses années Interwallonie. Il produit de nombreuses émissions de radio et de télévision pour promouvoir le wallon, y compris par des textes dont il est l'auteur : président des Ateliers de Ratintoz, de Djasons Walon. C'est, de 1978 à 1994, en radio, que le billet wallon hebdomadaire qu'il diffuse le rend le plus célèbre : billets transformés de 1994 à 2001, en sketchs avec Gabrielle Davroy. En 2001, ces 1.000 Mots wallons sont publiés. Il est aussi l’auteur des volumes français-wallon et néerlandais-wallon d'Assimil.
Il quitte la RTBF (Plan Magellan) en 2003, s'implique dans la communauté orthodoxe russe de Liège et, après avoir appris le slavon est ordonné lecteur (1988), diacre (1999) puis prêtre orthodoxe en juin 2000.